# Cephalorhyncha
Cephalorhyncha é um grupo de invertebrados dulcícola pseudocelomáticos marinhos consistindo a árvore do filo Kinorhyncha, Priapulida, Nematomorpha e  Loricifera. Esse membros possuem algumas características comum como fase larval parasita, e vida adulta livre. 
Possuem corpo extremamente longo e fino, com uma média de 20cm e diâmetro de 1 a 2mm, simétrico e não segmentado. A cabeça é ligeiramente clara. A fase adulta é de curta duração e voltada para a reprodução. O tubo digestivo do adulto degenera e o animal passa a não se  alimentar. Se movimentam através de movimentos ondulatórios e percorrem o corpo no plano dorsoventral. São mais móveis do que as espécies de água doce ou semiterrestres. Podem ser localizados em praias e água costeiras. São gonocóricos e com dimorfismo sexual, sendo as fêmeas geralmente mais compridas que os machos. 

## Fase larval
É a fase dominante do ciclo de vida, são parasitas de moluscos e crustáceos, chegando a causar atrofia das gônadas e conseqüente castração do hospedeiro. Os paguros são os mais freqüentemente infestados nos crustáceos que hospedam Nectonema. Os Nematomorpha têm sido observados em todos os tipos de ambientes aquáticos e semiterrestres, e em todas as latitudes e altitudes. No Brasil, registra-se, entre as espécies marinhas, a ocorrência de Nectonema agile.